# كتاب
الكِتابُ (وجمعه الكُتبُ) أو السِّفْر (وجمعه أسفار) هي أوعية المعلومات غير الدورية والتي بطبيعة محتوياتها وتنظيمها وضعت لتُقرأ من أولها لآخرها في تتابع منطقي ولكل منها عنوان محدد حتى ولو صدرت مجمعة تحت سلسلة ما. وقيل هي أدوات تقوم بتسجيل وتحليل وتلخيص ومناقشة وتوضيح معلومات مفسرة وغير مفسرة قد تكون مجلدة أو على شكل حزم ورقية مغلفة وغير مغلفة تحتوي على مقدمة مباشرة وجدول محتويات وفهرسا لغرض تنوير وإفهام وإثراء وتعزيز وتثقيف العقل البشري عبر العصب الحسي البصري وأحياناً عبر اللمس وأحياناً عن طريق السمع.

## لغة واصطلاحاً
الكتاب لغة صحف جمعت بين دفتين  وربما أشير بالكتاب إلى الرسالة كأن يقال أرسل فلان إلى فلان كتابا أي رسالة أما في الاصطلاح فالكتاب عند الأصوليين المسلمين يقصد به القرآن الكريم، وقد يقصد بكلمة الكتاب هو القدر فيقال وقع عليهِ الكتاب أي اصابه القدر، وفي اللهجة المصرية يقال كتب فلاناً الكتاب ومعناه (تزوج) عقد القران.
أما في عصرنا الحالي فتعدى المعنى اللغوي للكتاب كل ما هو محصور بين دفتين ليشير أيضا إلى نسخ الكتب المصورة أو تلك المعالجة في البرامج المكتبية.

## أنواع الكتب
والكتب أنواع فمنها الكتب المرجعية وهي المصادر التي تضم مجموعة من المعلومات المعينة بشكل منظم وميسر توفر الحصول عليها في وقت وجيز أو المصادر المخصصة للتوسع في موضوع ما ومعالجته من مختلف الجوانب، والكتب المرجعية عموما هي التي يمكن الرجوع إليه للحصول على المعلومة وهي أنواع:
الموسوعة:
وهي مصدر يضم ملخصات حول مواضيع معينة وتكون إما عامة تلخص معلومات في مواضيع عديدة كموسوعة: دائرة معارف القرن العشرين، أو خاصة بموضوع معين كموسوعة غينيس للأرقام القياسية مثلا.
القاموس أو المعجم:
هو الكتاب الذي يضم تعاريف وشروحات لمفردات لغوية مرتبة بطريقة محددة إما بلغة المفردات ذاتها أو بلغة أخرى.
كتب السير:
هي كتب تقدم سردا حقيقيا لحياة شخص أو مجموعة أشخاص ويمكن أن تكون سيرة ذاتية أي أن الكاتب يحكي عن نفسه، أو سيرة غيرية حيث يحكي الكاتب عن حياة غيره.
الأدلة
وهي الكتب الموضوعة بالأساس للرجوع إليها عند الحاجة إلى معلومة معينة كالأدلة السياحية أو أدلة أرقام الهاتف
في مقابل الكتب المرجعية نجد الكتب الخيالية وهي بالاختصار كتب تضم معلومات غير واقعية و لا يمكن الاعتماد عليها لاستقاء المعلومة الصحيحة و يندرج تحت هذا التصنيف: الروايات والقصص القصيرة والدواوين الشعرية

## أقوال عن الكتاب
الجاحظ
المتنبي
الجاحظ

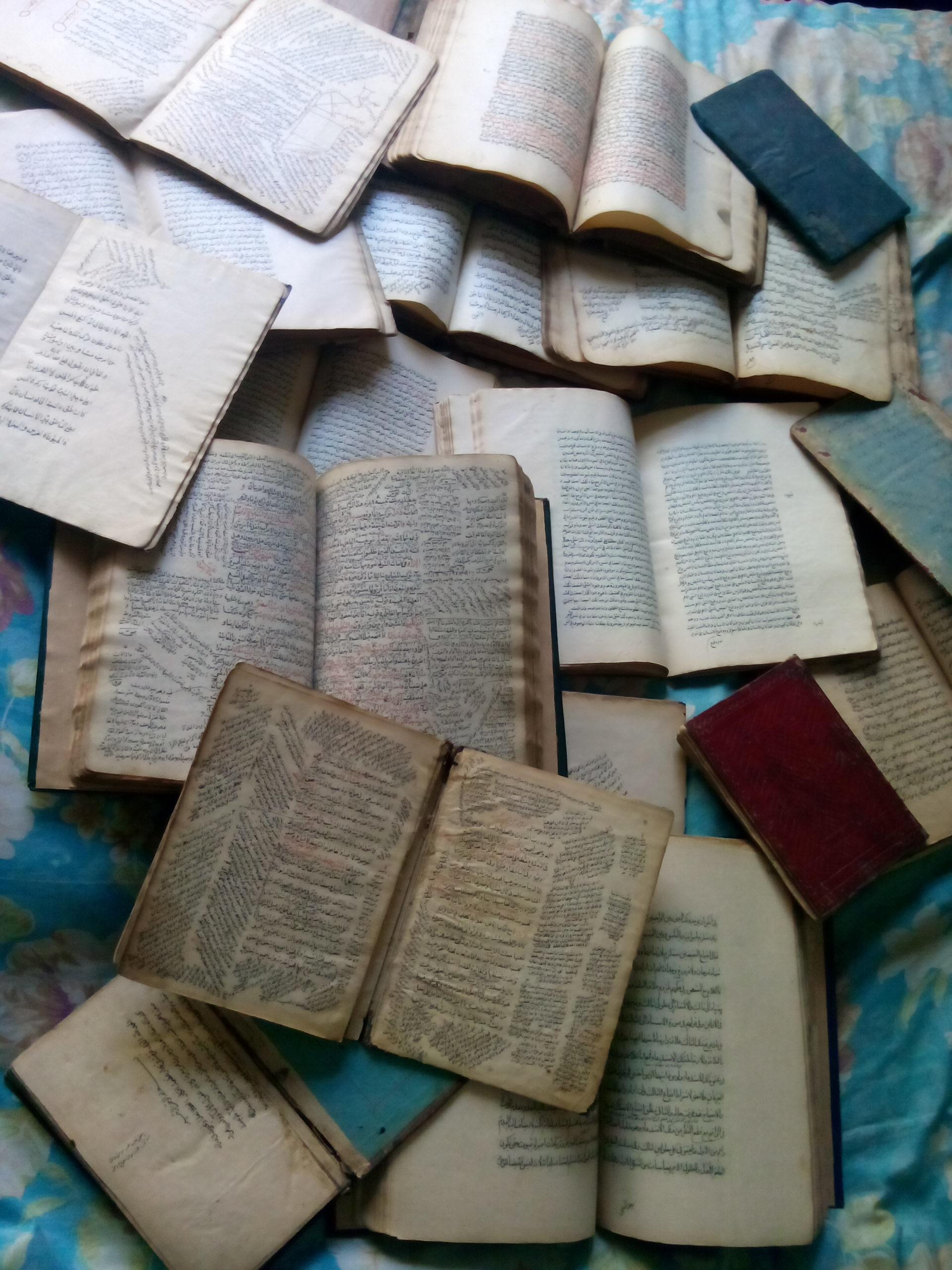
صورة لبعض الكُتب (كتب عربية قديمة مخطوطة باليد من القرون 18 و 19)

"مجد التاجر في كيسه، و مجد العالم في كراريسه"
مثل عربي
بالنسبة للإنسان الذي لم يعد لديه وطن، تصبح الكتابة مكاناً له ليعيش فيه.
ثيودور أدورنو
الجاحظ
عندما تصبح المكتبة في البيت ضرورة كالطاولة و السرير و الكرسي و المطبخ، عندئذ يمكن القول بأننا أصبحنا قوما متحضرين
ميخائيل نعيمة

## المصدر
- المكتبات وبنوك المعلومات في الإذاعة والمجلة والمجمع/ سعد محمد الهجرسي.- ط2.- الإسكندرية: دار الثقافة العلمية، 2000.

## وصلات خارجية
لم يتم العثور على روابط لمواقع التواصل الاجتماعي.